# Maxêncio (conde dos assuntos militares)
Maxêncio (em latim: Maxentius) foi um oficial bizantino do século VI, ativo no reinado do imperador Justiniano (r. 527–565) em Lázica.

## Vida
Maxêncio, um bom soldado segundo Agátias, aparece em 556 como taxiarco em atividade em Neso, em Lázica, sob Justino e Buzes. Essa designação grega tem possivelmente equivalência nesse ponto com o conde dos assuntos militares, que era comandante de campo de média posição, situado entre o mestre dos soldados e o tribuno; os autores da PIRT sugerem que ele foi homem espectável. Na primavera ou verão, foi enviado com Teodoro numa expedição contra os misimianos em resposta àquela realizada por persas e seus mercenários hunos sabires no território dos apsílios. Maxêncio e Teodoro lideraram 300 cavaleiros contra os hunos que estavam acampados à parte do exército principal e infligiram pesadas baixas sobre eles. Na luta, Maxêncio foi severamente ferido, mas foi resgatado e removido para local seguro pela ação ligeira de seus auxiliares.